# Ідлі
Ідлі — страва індійської кухні, популярна в Південній Індії, що має вигляд гострих кексів 5-7 см в діаметрі, виготовлених з ферментованого ураду і рису. Часто споживаються як перекуска та подаються разом з чутні, самбаром або іншими стравами. Часто разом також подаються суміші сухих спецій.